# 桑威奇 (新罕布什爾州)
桑威奇（英語：Sandwich）是一個位於美國新罕布什爾州卡羅爾縣的鎮。

## 人口
根據2020年美國人口普查的數據，桑威奇的面積為243.80平方千米，當中陸地面積為235.40平方千米，而水域面積為8.40平方千米。當地共有人口1466人，而人口密度為每平方千米6人。